# Clara Siewert

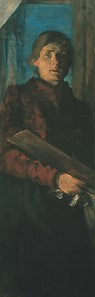
Selbstbildnis mit Palette (um 1895)

Clara Siewert (* 9. Dezember 1862 in Budda, Landkreis Preußisch Stargard, Westpreußen; † 11. Oktober 1945 in Berlin) war eine deutsche Malerin, Grafikerin, Plastikerin und seit 1900 Mitglied der Berliner Secession.
Ausgebildet vor allem bei Karl Stauffer-Bern und in der Kunstszene gut vernetzt, hatte Siewert mit der Beteiligung an verschiedenen Ausstellungen bedeutende Anfangserfolge. Ihr Austritt aus der Secession 1912 und der damit verbundene Verlust ihrer künstlerischen Heimat leitete einen einschneidenden Karrierebruch ein. Anschließend kaum noch in der Öffentlichkeit vertreten und damit als Frau in der Kunst fast in Vergessenheit geraten, fand die letzte Ausstellung ihrer Werke 1936 statt. Weitgehend vergessen, starb die Künstlerin völlig verarmt.
Erst 2008 rückte ihr Leben und Werk mit einer umfassenden Retrospektive des Kunstforums Ostdeutsche Galerie in Regensburg wieder in den Blickpunkt der Öffentlichkeit. Der Ausstellungsbegleitband mit dem Untertitel Zwischen Traum und Wirklichkeit ordnet ihr Werk zwischen Tradition und Moderne ein. Ihre thematische Vorliebe für Mystisches, Märchen und literarische Stoffe gehe zurück auf ihre Kindheit in Westpreußen und auf ein teils mit ihren Schwestern gemeinsam entwickeltes Gedankengut. Mit zwei der Schwestern, mit der letztlich gleichfalls erfolglosen Schriftstellerin Elisabeth Siewert und der fast nie in die Öffentlichkeit getretenen, ebenfalls malenden Victoria Siewert, lebte sie in Berlin in einer Wohngemeinschaft zusammen. Ihrem als Lebenstragik empfundenen Dasein, ihren von psychischer Zerrissenheit geprägten Zuständen habe sie in ihren Werken offen, nach außen hin unverstellt für jedermann ablesbar Ausdruck gegeben.

## Leben
Clara Siewert kam auf dem Gut Budda (heute: Budy in der polnischen Gemeinde Lubichowo, südwestlich von Stargard) als Tochter von Ivan Siewert, einem früheren Hauptmann des preußischen Heeres und Helene Siewert, geborene von Baehr, zur Welt.

### Vorfahren und Elternhaus

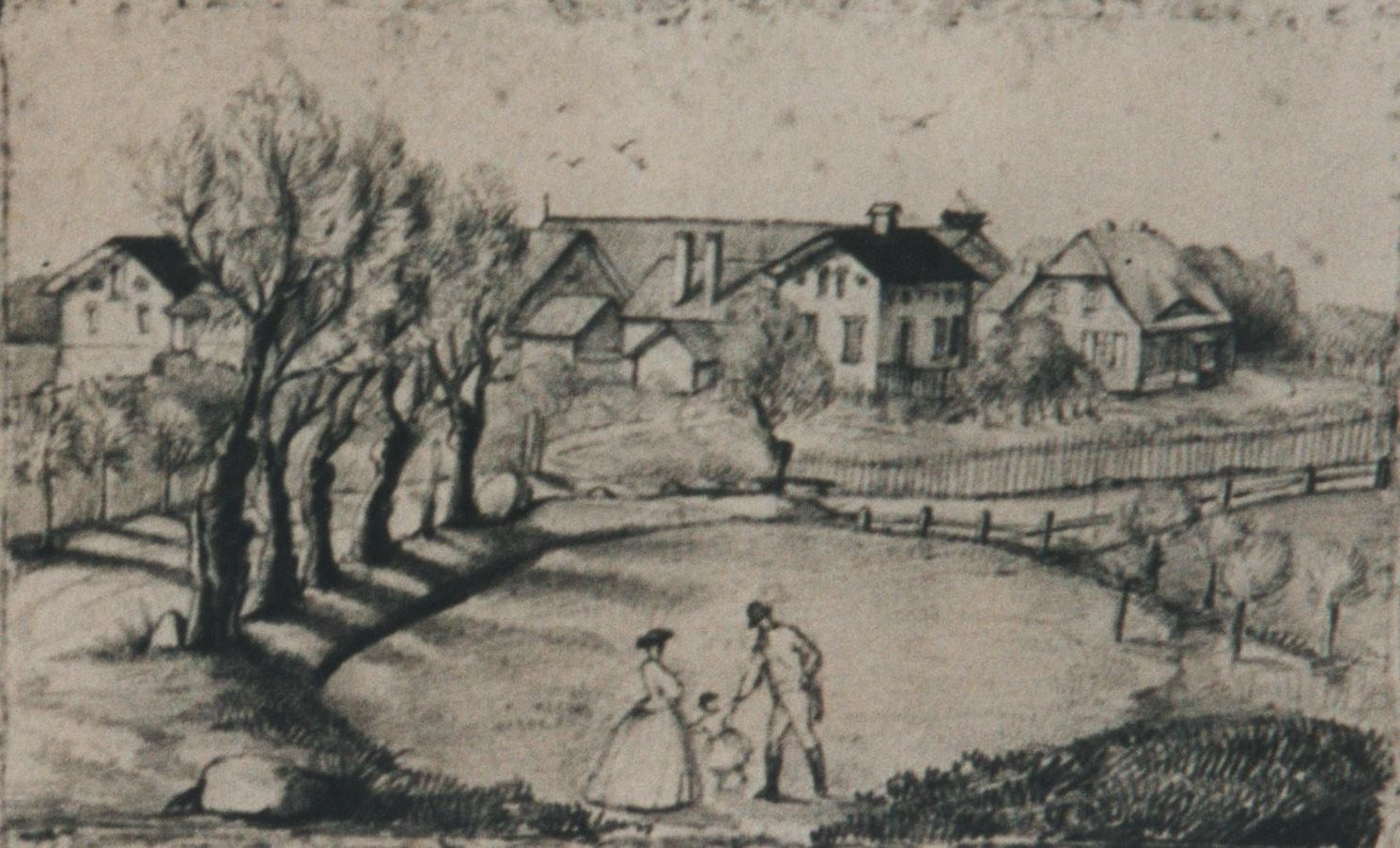
Landgut Budda 1863, Zeichnung von Helene Siewert, Claras Mutter

→ Siehe ausführlich die entsprechenden Abschnitte im Artikel zur Schwester Elisabeth Siewert
Die Vorfahren väterlicherseits waren sehr begüterte Russlanddeutsche und zogen, nachdem sie das Missfallen des Zaren Paul I. erregt hatten, von Sankt Petersburg nach Danzig. Die Vorfahren mütterlicherseits gehörten zum mitteldeutschen Geburts- und Geistesadel. Die Mutter, geborene von Baehr, war mit den Schriftstellerbrüdern Schlegel verwandt, die Großmutter eine geborene Schlegel. Auf dem Landgut wuchs Clara Siewert gemeinsam mit ihren drei Schwestern Elisabeth, Victoria und Rosa sowie ihrem Bruder Alexander in eher engen finanziellen Verhältnissen auf; ob es weitere Geschwister gab, ist nicht bekannt. Die künstlerisch begabte Mutter sorgte für eine künstlerische Prägung der Kinder. Entsprechend angeregt, ließen die Schwestern ihrer Phantasie schon in frühen Jahren freien Lauf, spielten historische Dramen nach, dichteten und zeichneten. Trotz der finanziellen Engpässe war der Zuschnitt der Lebensführung eher herrschaftsmäßig. Die Eltern schickten die Schwestern zu privaten Reitstunden, später auf die Höhere Schule in Danzig und bezahlten in Claras Ausbildungszeit die teuren Mal- und Zeichenschulen.

### Künstlerische Ausbildung

#### Erste Ausbildung in Königsberg
Bevor sie „unumstößlich“ beschloss, „eine berühmte Malerin zu werden“, hatte es Clara Siewert die Schauspielerei angetan. Mit ihrer engen Freundin Elisabeth Gnade-Plehn teilte sie ihre Vorliebe für Zauber, Märchen und Mystik und stellte Szenen klassischer Dramen, beispielsweise aus Maria Stuart oder aus Die Jungfrau von Orleans, nach. Die Themen ihrer ersten Zeichnungen nahm sie entsprechend aus ihrer eigenen Phantasie, die sich „am liebsten durch Eindrücke der Dichtkunst befruchten“ ließ. Erst später gewann die Natur künstlerische Bedeutung für sie, als sie „mit dem Skizzenblock in Freie“ ging. Ihre ersten Malstunden hatte sie, wahrscheinlich ab 1878, in Königsberg. Da die Königsberger Akademie zu dieser Zeit noch keine Künstlerinnen aufnahm, musste sie sich von teuren Privatlehrern ausbilden lassen. Zwischen 1880 und 1886 zählten erst Rudolf Maurer und später Friedrich Gustav Naujock zu ihren Lehrern. Harro Siegel berichtete später, Clara Siewert habe in Königsberg „mit leidenschaftlichem Fleiß“ das „Naturstudium“ aufgenommen, um, wie er vermutete, das in harter Arbeit erworbene Können „in den Dienst ihrer Erlebnisse, Träume und Gesichte“ stellen zu können.

#### Ausbildung bei Stauffer-Bern und anderen
Anschließend pendelte Clara Siewert semesterweise zwischen Budda und Berlin hin und her. In der Hauptstadt ging sie zuerst, wahrscheinlich von 1884 bis 1886, bei dem Schweizer Maler, Radierer und Bildhauer Karl Stauffer-Bern in die Lehre. Ihr zweiter Lehrer war „der berühmte Kaisermaler“ Max Koner, der ein privates Damen-Atelier betrieb und anschließend den Malunterricht im Verein der Künstlerinnen und Kunstfreundinnen übernahm. Zuletzt, etwa ab 1888, lernte sie bei Hugo Vogel. Nach Darstellung des Kunsthistorikers Roman Zieglgänsberger hatte Stauffer-Bern den größten Einfluss auf die künstlerische Entwicklung Siewerts. Dies betraf zum einen Stauffer-Berns Insistieren auf der Zeichnung als Basis jeglicher Kunst, zum anderen die Radierung und die Möglichkeiten der Druckgrafik, die Stauffer-Bern gerade in diesen Jahren für sich entdeckte. Dass Siewert die Anregungen aufnahm, zeigen ihre frühen Lithografien und die Radierungen, die um 1907 hinzukamen. Zudem habe Stauffer-Bern die junge Malerin nicht nur auf das Werk seines engen Freundes Max Klinger aufmerksam gemacht, sondern auch auf Adolph Menzel und den Symbolisten Arnold Böcklin, von denen Siewert nachweislich beeindruckt gewesen sei.

### Übersiedlung nach Berlin und Atelierhaus Bieber

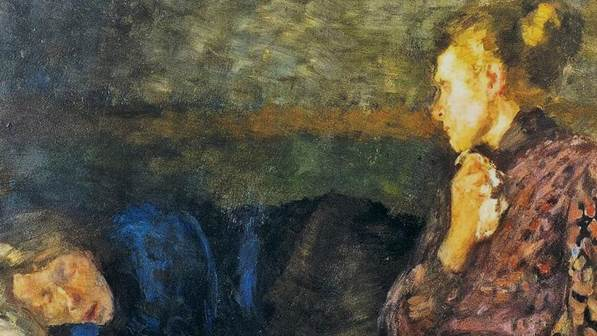
Mutter und Sohn von Clara Siewert

Ende der 1890er Jahre zog Clara Siewert dauerhaft nach Berlin. Zuerst wohnte sie sehr wahrscheinlich in der Uhlandstraße 157. 1904 zog sie in die Durlacher Straße 14 in Wilmersdorf, 1906 zog die Schwester Victoria und 1915 die Schwester Elisabeth hinzu. Bemerkenswert ist, dass das Berliner Adressbuch 1904 unter dieser Anschrift J. Siewert, Rentier angibt, ab 1906 dann Siewert, J., Hauptmann a.D. mit dem Untereintrag Siewert, C. u. V., Malerinnen. Später wurden die Untereinträge getrennt in C. Malerin und V. Malerin. Als Hauptmieter war somit der Vater gemeldet, was darauf hindeuten könnte, dass die Eltern die Schwestern selbst zu dieser Zeit noch finanziell unterstützt haben (möglich wäre auch, dass die Töchter nicht berechtigt waren, einen Mietvertrag abzuschließen). Wie Clara Siewert war auch Victoria Siewert Malerin, von ihr sind allerdings nur drei Ausstellungs-Beteiligungen bekannt. Auch die vierte Schwester Rosa kam nach Berlin und bewohnte, zumindest in den späteren Jahren, eine Pension in der Kaiserallee.
In der benachbarten und heute denkmalgeschützten Haushälfte Nr. 15 (1932 wurden die beiden Nummern 14 und 15 in 15/15a geändert), die 1894 von dem Architekten Wilhelm Walther errichtet worden war, befand sich das Atelierhaus Zum Bieber, in dem in den 1910er-Jahren die Brücke-Künstler Ernst Ludwig Kirchner und Max Pechstein sowie die Bildhauer Gerhard Marcks und Richard Scheibe arbeiteten. Auch Clara Siewert richtete in dem Doppelhaus eine Werkstatt ein. Von den Wohnungen des im Gründerzeitstil errichteten Hauses in der zu dieser Zeit noch selbständigen Gemeinde Deutsch-Wilmersdorf bot und bietet sich ein freier Blick über den benachbarten Volkspark Wilmersdorf. Die ab 1915 von den drei Schwestern gemeinsam bewohnte Wohnung beschrieb der Dichter und Schriftsteller Herybert Menzel im Nachruf auf die bereits 1930 in geistiger Verwirrung verstorbene Elisabeth Siewert als Refugium, das die Atmosphäre ihrer verlorenen Heimat in Westpreußen konservieren sollte: „Wenn man ihre Zimmer betrat, war man aus pochender Gegenwart schon ins Zeitlose getreten. Ahnenbilder grüßten von den Wänden, alte Möbel nahmen gewichtige Plätze ein. Sie knarrten in der Dämmerung wie Bäume, die im Winde sich einander reiben. Noch ganz Wald waren sie und dufteten noch und trösteten so“.

### Mitgliedschaft und Austritt aus der Berliner Secession
In Berlin fand Clara Siewert schnell Zugang zur künstlerischen Szene. So kam sie in ihrer Lehrzeit bei Stauffer-Bern in Kontakt mit dem Verein der Berliner Künstlerinnen und den Malerinnen Käthe Kollwitz, Maria Slavona, Linda Kögel, Betty Wolff und Aenny Loewenstein sowie Cornelia Paczka-Wagner, einer engen Freundin Max Klingers. Seit etwa 1892 war sie mit ihren Werken auf verschiedenen Ausstellungen vertreten. Dazu gehörten Präsentationen in den renommierten Galerien von Fritz Gurlitt und Eduard Schulte, im Kunstsalon Casper und im neuen, avantgardistischen Salon Keller & Reiner. Befördert wurden ihre anfänglichen Erfolge vor allem durch ihre frühe Mitgliedschaft in der Berliner Secession. Seit 1900 als Mitglied geführt, gehörte sie zu den wenigen Frauen, die in die 1898 gegründete Künstlergruppe aufgenommen wurden. Ab 1901 nahm sie regelmäßig an Ausstellungen der Gruppe teil und Galeristen und Museen wie die Kupferstichkabinette Berlin und Dresden oder die Staatliche Graphische Sammlung München kauften Werke Siewerts an. Zudem war sie Mitglied in der Deutschen Künstlergenossenschaft und dem Deutschen Künstlerbund sowie in Frauenverbänden wie dem Lyceum-Club und der Ausstellungsgemeinschaft Verbindung bildender Künstlerinnen, die von Julie Wolfthorn, Käthe Kollwitz, Dora Hitz, Sabine Lepsius, Hedwig Weiß und Eva Stort 1906 gegründet wurde. Allerdings blieben ihre Kontakte eher oberflächlich.
Neben Besuchen in der Heimat unternahm Siewert einige Bildungsreisen, unter anderem nach Weimar, München, Salzburg und Paris. Nach Darstellung Zieglgänsbergers hatte sie insgesamt trotz aller Anstrengungen nur wenig Erfolg. Insbesondere in der breiten Öffentlichkeit gelang ihr der Durchbruch nicht. Mitausschlaggebend für den zunehmenden Misserfolg war ihr Austritt aus der Berliner Secession im Jahr 1912, der laut Zieglgänsberger einen Bruch in ihrer Laufbahn und „den Verlust ihrer künstlerischen Heimat“ darstellte. Es ist ungeklärt, warum sie die Vereinigung verließ. Zwischen 1912 und 1927 war sie nur noch auf einer einzigen Ausstellung vertreten, auf der Leipziger Weltausstellung für Buchgewerbe und Graphik von 1914 im Haus der Frau. Vergeblich versuchte Käthe Kollwitz 1916 als Jury-Mitglied noch einmal, Clara Siewert in einer Secession-Ausstellung unterzubringen. In ihrem Tagebuch notierte Kollwitz: „Den ganzen Tag juriert. Nicht geglückt, Clara Siewert hereinzubringen“.

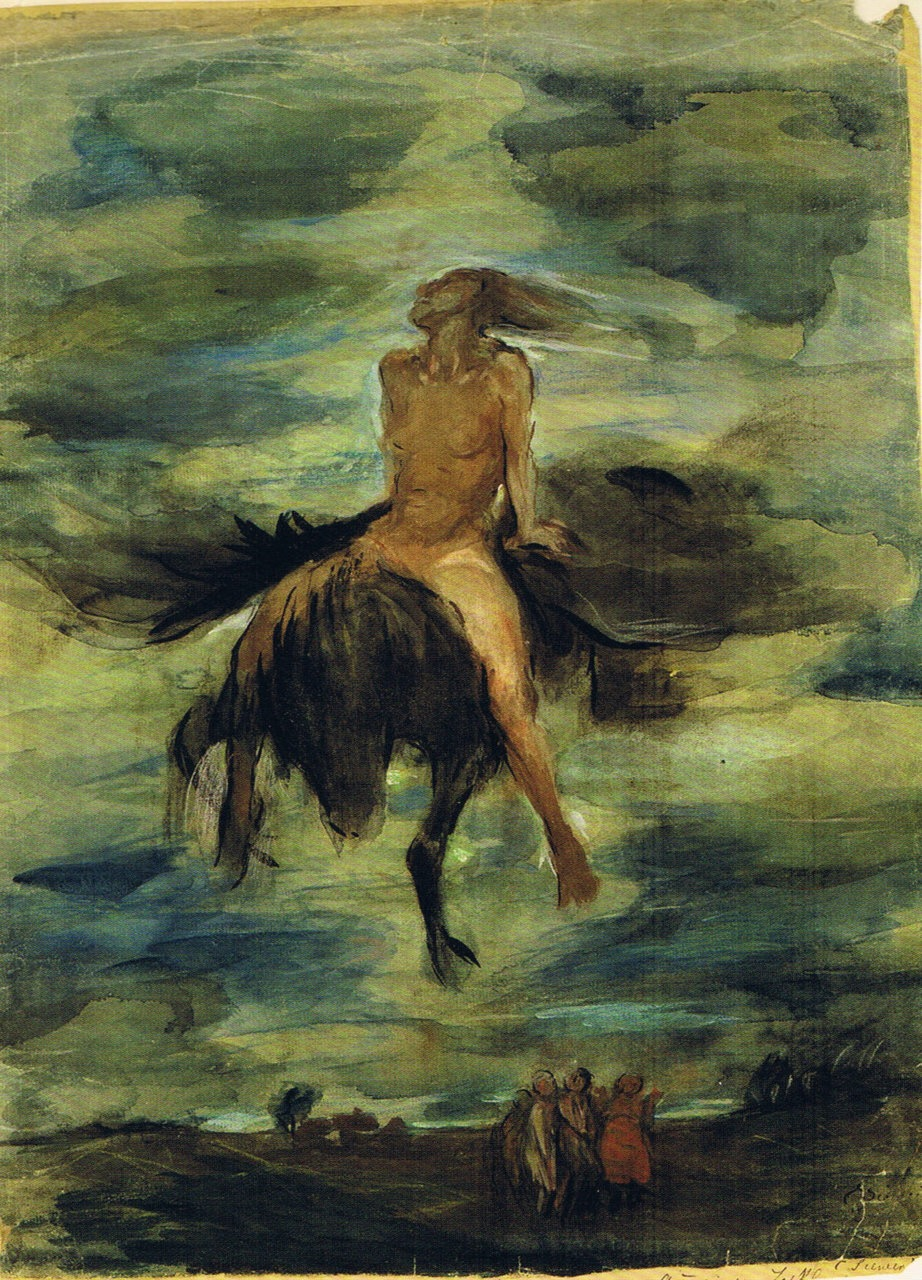
Eine Hexe auf Pegasus von Clara Siewert

### Erfolglosigkeit, Schaffensrausch, Verarmung und Tod
Zieglgänsberger vermutet, dass in dieser Zeit, als die Malerin bereits mit ihren Schwestern zusammenwohnte, Elisabeth für Clara finanziell aufgekommen ist. Zwar zeigte sich auch bei der Schriftstellerin der ausbleibende literarische Durchbruch bereits ab, aber sie soll aus ihren vor dem Krieg veröffentlichten Romanen noch einige Rücklagen gehabt haben. Im Hinblick auf das künstlerische Schaffen Claras allerdings sei diese Periode der Zurückgezogenheit die wichtigste gewesen. So seien in einem „regelrechten 'Schaffensrausch“ ihre wichtigsten Werke wie das Hauptwerk, der „komplexe Hexenzyklus“ oder die „expressiv-pathetische Folge zu Grabbes Drama Don Juan und Faust“ entstanden und vorangetrieben worden. Als sie 1930 im Begriff war, nach vier aufeinanderfolgenden Beteiligungen an der Großen Berliner Kunstausstellung wieder Fuß zu fassen, starb die Schwester Elisabeth. Der Tod ihres „Lebensmenschen“ im Juni 1930 stürzte Clara in eine Depression und erneute materielle Krise. Sie bezeichnete sich selbst als „Kleinrentnerin“ und stellte 1939 beim Reichsministerium für Volksaufklärung und Propaganda einen Antrag auf Beihilfe. Das Ersuchen um die sogenannte Spende „Künstlerdank“ begründete sie damit, dass sie „ganz ohne Gelderwerb“ sei und „mit etwas Ruhe [ihre] letzten Arbeiten vollenden“ wolle. Sie war zwar Mitglied der Reichskulturkammer, nie aber der NSDAP.
Allerdings war in den 1930er-Jahren der Berliner Kunsthändler und Galerist Wolfgang Gurlitt auf die Malerin aufmerksam geworden und organisierte 1936 in seiner Galerie den letzten großen Auftritt Siewerts. Die bis dahin mit 174 Werken umfangreichste Ausstellung zu ihrem Schaffen blieb allerdings ohne große Resonanz. Eine geplante Folgeausstellung verhinderte der Beginn des Zweiten Weltkriegs. Ihr Atelier und das Wohnhaus in der Durlacher Straße fielen 1943 einem Bombenangriff zum Opfer. Sehr wahrscheinlich völlig verarmt zog sie in ein Fremdenheim. Die Auszahlung des bewilligten Kriegssachschadenantrags in Höhe von 14.500,- Reichsmark erlebte sie nicht mehr. Clara Siewert starb kurz nach dem Ende des Zweiten Weltkriegs im Oktober 1945 an Herzschwäche in Berlin und wurde auf dem Friedhof Reinickendorf beigesetzt. Nach Angabe in einem Brief der Schwester Victoria hinterließ Clara Siewert 100 Reichsmark.

## Werk
Ein großer Teil des Werkes von Clara Siewert ging bei der Zerstörung des Ateliers verloren. Zahlreiche der insgesamt rund 170 erhaltenen Werke, vornehmlich Zeichnungen, Lithografien und einige Gemälde, Aquarelle und Stickarbeiten, befinden sich heute im Kunstforum Ostdeutsche Galerie in Regensburg.

### Wiederentdeckung 2008
Seit der letzten Ausstellung 1936 vergingen über 70 Jahre, bis das vergessene Œuvre Siewerts wiederentdeckt wurde. 2008 fand unter dem Titel „Clara Siewert – zwischen Traum und Wirklichkeit“ im Kunstforum Ostdeutsche Galerie eine von Roman Zieglgänsberger, Kustos für Klassische Moderne im Museum Wiesbaden, konzipierte und realisierte Ausstellung statt, die die erste umfassende Retrospektive zum Leben und Werk der Künstlerin bot. In der gleichnamigen, ausstellungsbegleitenden Monografie versuchte Zieglgänsberger, das Leben der Künstlerin zu rekonstruieren. Da Daten nur sehr bruchstückhaft vorlagen, bediente er sich eines, wie er schreibt, „‚unlauteren‘ Mittels“, indem er „aus der Prosa der Schwester Elisabeth Siewert […] Biografisches“ herausfilterte. Das Vorgehen sah Zieglgänsberger unter anderem dadurch legitimiert, dass Elisabeth zeitlebens die engste Vertraute Claras gewesen ist. Im Anhang dokumentierte die Monografie einen umfassenden Werkkatalog. 2012 folgte im Wertheimer Schlösschen Hofgarten und in der Berliner Liebermann-Villa die Ausstellung Käthe Kollwitz und ihre Kolleginnen in der Berliner Secession, auf der zahlreiche Werke Siewerts präsentiert wurden. Auch hier enthält der gleichnamige Ausstellungs-Begleitband eine ausführliche Darstellung des Lebens und Werks Clara Siewerts.

### Kunst zwischen Traum und Wirklichkeit

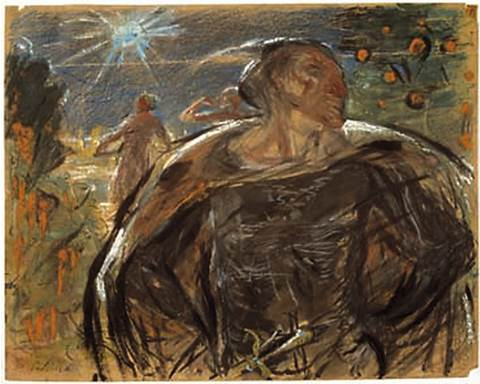
Don Juan, um 1925, von Clara Siewert

Zusammenfassend urteilt das Kunstforum Ostdeutsche Galerie im Ausstellungsbegleitband, Siewerts Kunst habe „aufgrund ihrer thematischen Vorliebe für Mystisches sowie generell für Märchen und literarische Stoffe […] prinzipiell der Kunst eines Lovis Corinth und Max Slevogt“ nähergestanden „als der teilweise sozialkritisch geprägten Malerei Max Liebermanns oder den Plastiken von Käthe Kollwitz“. Wesensverwandte Künstler habe sie neben wenigen Zeitgenossen wie Martin Brandenburg in älteren Malern wie Eugène Delacroix und Goya erkannt. Denn es sei bemerkenswert, „dass in ihren phantastischen Werken, in denen es verschlüsselt immer auch um allgemeinmenschliche Lebensvorgänge und Lebensfragen geht, ein sozialkritischer Ansatz fehlt“.

„Da Siewert mit ihrer Kunst also weder auf der Seite der konservativen akademischen Richtung oder der aufkommenden sozialkritischen Entwicklung stand noch zu den fortwährend sich erneuernden, befreienden und rebellierenden Künstlern gehörte, mag ihr Schaffen und damit eihergehend auch sie selbst als Person am treffendsten als ‚Ein verloren gegangenes Dazwischen‘ beschrieben werden. […] Insgesamt betrachtet wird Clara Siewert […] immer ein dunkler Schatten der Kunstgeschichte bleiben. Dies liegt weniger an ihrem geringen Bekanntheitsgrad oder der kaum zu rekonstruierenden Biografie als an ihren geheimnisvollen, visionär-dämonischen und auch ein wenig Unbehagen verbreitenden ‚realen‘ Werken.“

Weiteren Aufschluss über das Werk der Malerin geben die Parallelen und Gegensätze im literarischen und bildnerischen Werk der Schwestern. Wie die Gemälde Clara Siewerts waren auch die Texte Elisabeths Siewerts von der gemeinsamen künstlerischen Prägung im Elternhaus, dem gemeinsam entwickelten Gedankengut und der bleibenden Sehnsucht nach der Kindheit und Heimat in Westpreußen bestimmt. Gegensätze in der Lebensauffassung zeigten sich unter anderem in den – nahezu ausschließlich weiblichen – Aktdarstellungen Claras: „introvertierte, mitunter seelisch verletzte und innerlich in die Enge getriebene Personen. […] Sie lachen nicht, zeigen keine Regung und blicken starr vor sich hin […], sind erschöpft und scheinen fatalistisch das Kommende anzunehmen“. Während bei Clara eindeutig die negative Seite des Daseins überwogen habe, stünden bei Elisabeth Siewert „Glücks- und Leidensschwere“ nebeneinander.
Im Ausstellungsbegleitband zu Käthe Kollwitz und ihre Kolleginnen in der Berliner Secession resümiert Zieglgänsberger:

„All dies – die gediegene Ausbildung, ihr großes Bilderwissen der von ihr geschätzten Maler und ihr eigenes als Lebenstragik empfundenes Dasein – ermöglichte Siewert, ihre von psychischer Zerrissenheit geprägten Zustände verräterisch in ihre Werke einfließen zu lassen und nach außen hin unverstellt für jedermann ablesbar zu machen.“

### Gemälde und Zeichnungen (Beispiele)
- Selbstbildnis als Medusa / Maria Stuart (um 1890). Federzeichnung, schwarze Tusche. 15,5 × 24,7 cm.[32]
- Selbstbildnis mit erhobener Hand (1895). Öl auf Leinwand, 57,5 × 47,5 cm.[33]
- Mutter am Bett ihres kranken Kindes/Zuflucht (vor 1902). Öl auf Pappe, 69 × 98,5 cm.
- Märchen (um 1905). Öl auf Leinwand, 102,5 × 74,5 cm.
- Das Abenteuer der Oijamizza (um 1900/1910; Nr. 73). Feder, schwarze Tusche, 22,9 × 40 cm (die Schwester Elisabeth veröffentlichte 1928 im Band Der Sumbuddawald eine Novelle mit dem leicht abweichenden Titel Die Abenteuer der Oijamitza).
- Tucheler Heide (Waldstudie) (um 1910). Blei- und Farbstift auf grauem Papier, 32,8 × 19,7 cm.
- „Hexenzyklus“. Mehrere Zeichnungen, Gouachen und Druckgrafiken wie Das Volk steinigt die Hexe auf dem Karren, Wütende Volksmenge umringt die gesteinigte Hexe, Die Apotheose der Hexe (zwischen 1910 und 1920).
- Selbstbildnis in der Hölle (um 1910/20). Gouache und Bleistift auf Pappe.
- Bildnis Frydia Hermiona Paesler von Luschkowko (1916/17). Mischtechnik auf Leinwand, 100 × 71 cm.
- Stickendes Mädchen (um 1920). Öl auf Malpappe, 60 × 48 cm.
- Don Juan und Donna Anna (um 1925). Gouache, farbige Kreiden und Bleistift, 47 × 34 cm.[34]